# ميكائيل أبيلجرين (كرة يد)
ميكائيل أبيلجرين (بالسويدية: Mikael Appelgren) مواليد 6 سبتمبر 1989 في السويد، هو لاعب كرة يد سويدي يلعب كحارس مرمى. مثل منتخب السويد لكرة اليد.

## سجل المنافسة
شارك في البطولات التالية:
- بطولة أوروبا لكرة اليد للرجال 2016
- الألعاب الأولمبية الصيفية 2016

## روابط خارجية
- ميكائيل أبيلجرين على موقع الاتحاد الأوروبي لكرة اليد (الإنجليزية)
- ميكائيل أبيلجرين على موقع أوليمبيديا (الإنجليزية)
- ميكائيل أبيلجرين على موقع اللجنة الأولمبية السويدية (السويدية)